# Shaka Sola
Shaka Sola (né le 14 mars 1977 à Motootua) est un athlète samoan, spécialiste du lancer du poids et du disque, et aussi du marteau.
Lors des Championnats du monde 2005 à Helsinki, arrivé trop tard pour disputer l’épreuve du poids à laquelle il était inscrit, il obtient son inscription au lancer du javelot, un engin qu’il n’avait jamais essayé. Il termine loin dernier, à plus de 17 m du moins bon concurrent. Le public finlandais connaisseur de cette spécialité, le célèbre particulièrement pour ses 41,18 m, mesure restée à ce jour son record personnel et unique essai au javelot.